# Агармышский лес
Агармы́шский лес (укр. Агармиський ліс, крымскотат. Ağarmış ormanı, Агъармыш орманы) — комплексный памятник природы общегосударственного значения, расположенный в Крымских горах на территории Кировского района (Крым). Площадь — 40 га. Землепользователь — Старокрымское государственное лесоохотничье хозяйство.

## История
Статус памятника природы был присвоен 14 октября 1975 года Постановлением Совета Министров УССР от 14.10.75 г. № 780-р, на базе памятника природы (заповедного леса), основанного (охраняемого с) в 1964 году.

## Описание
Расположен в Крымских горах на одноимённом горном массиве непосредственно западнее Старого Крыма на территории Старокрымского лесничества квадраты 13 и 17.
Ближайший населённый пункт — город Старый Крым.

## Природа
Агармышский лес представляет собой поросшую долину в верховьях балки Сычёва. Основные породы: бук крымский (Fagus taurica Popl.; гибрид бука европейского и бука восточного), граб восточный (Carpinus orientalis), дуб пушистый (Quércus pubéscens) и скальный (Quércus pétraea). Возраст букового леса Агармыша более 200 лет. Также встречаются такие породы деревьев как ясень, вяз, липа, клён, а из кустарников — кизил, лещина, боярышник, скумпия. Южный склон Агармыша довольно плотно покрыт зарослями, состоящими из можжевельника пирамидального, барбариса, терновника, шиповника, ежевики.

Агармышский лес
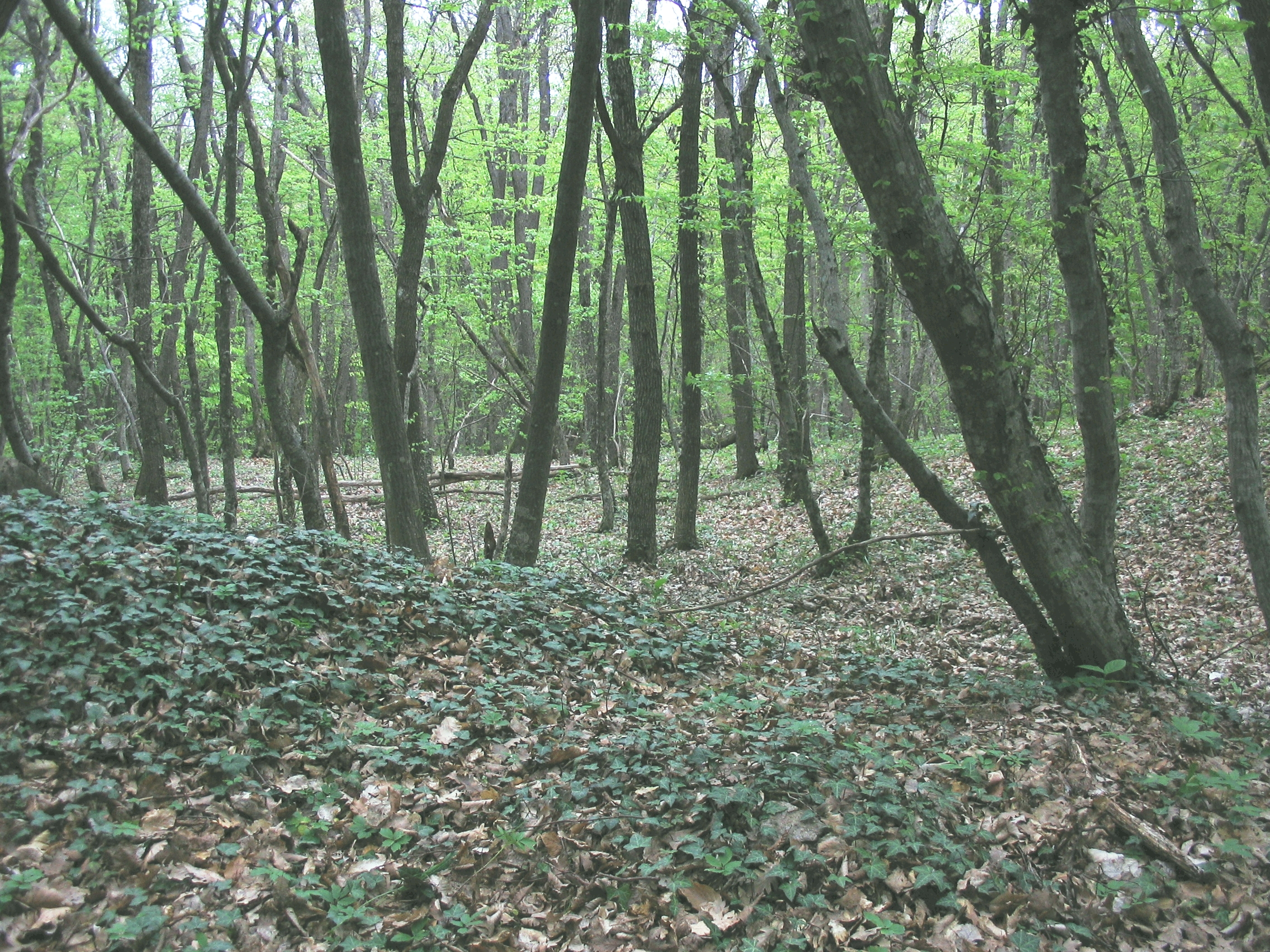
Северный склон
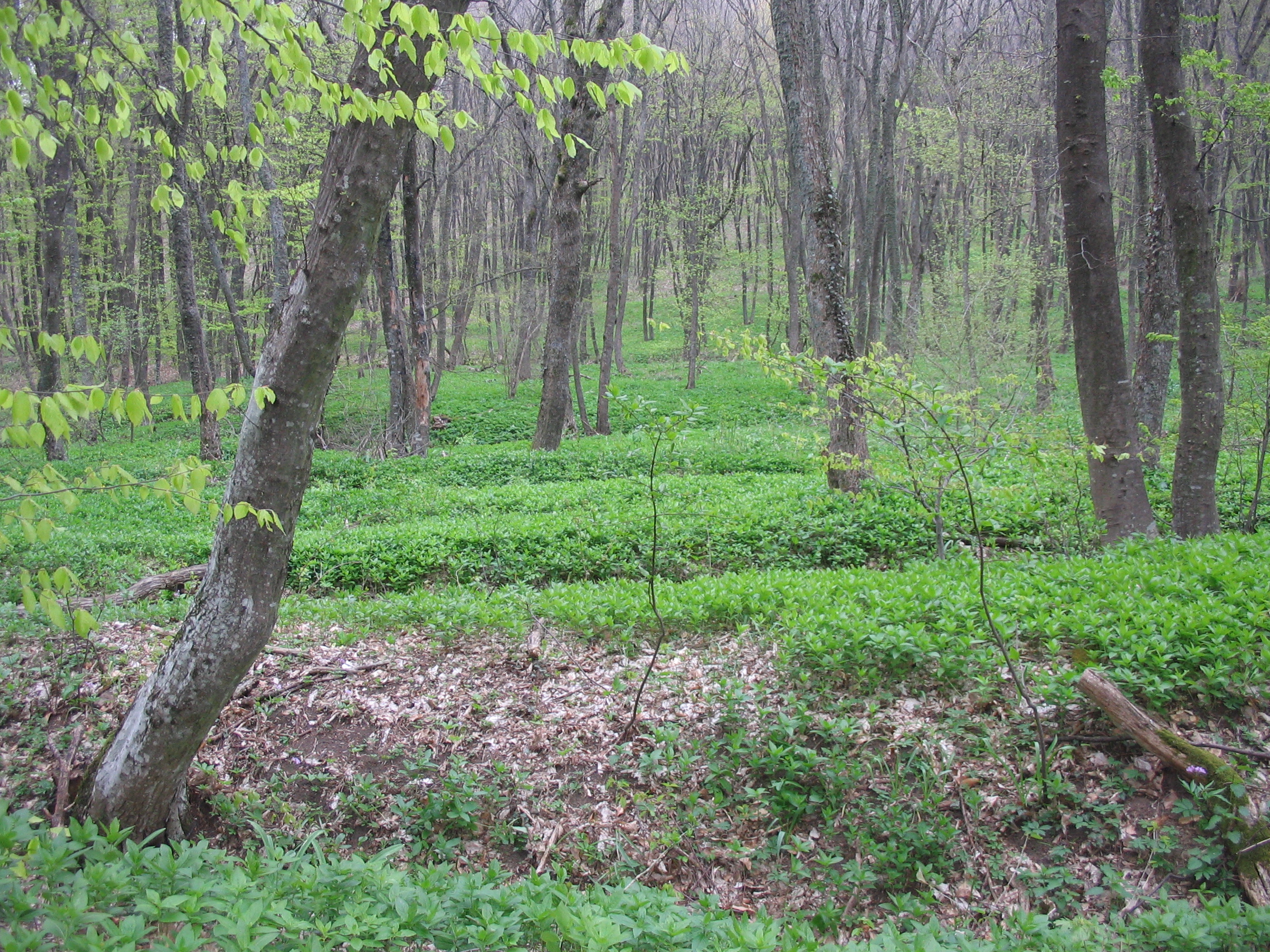
Восточный склон
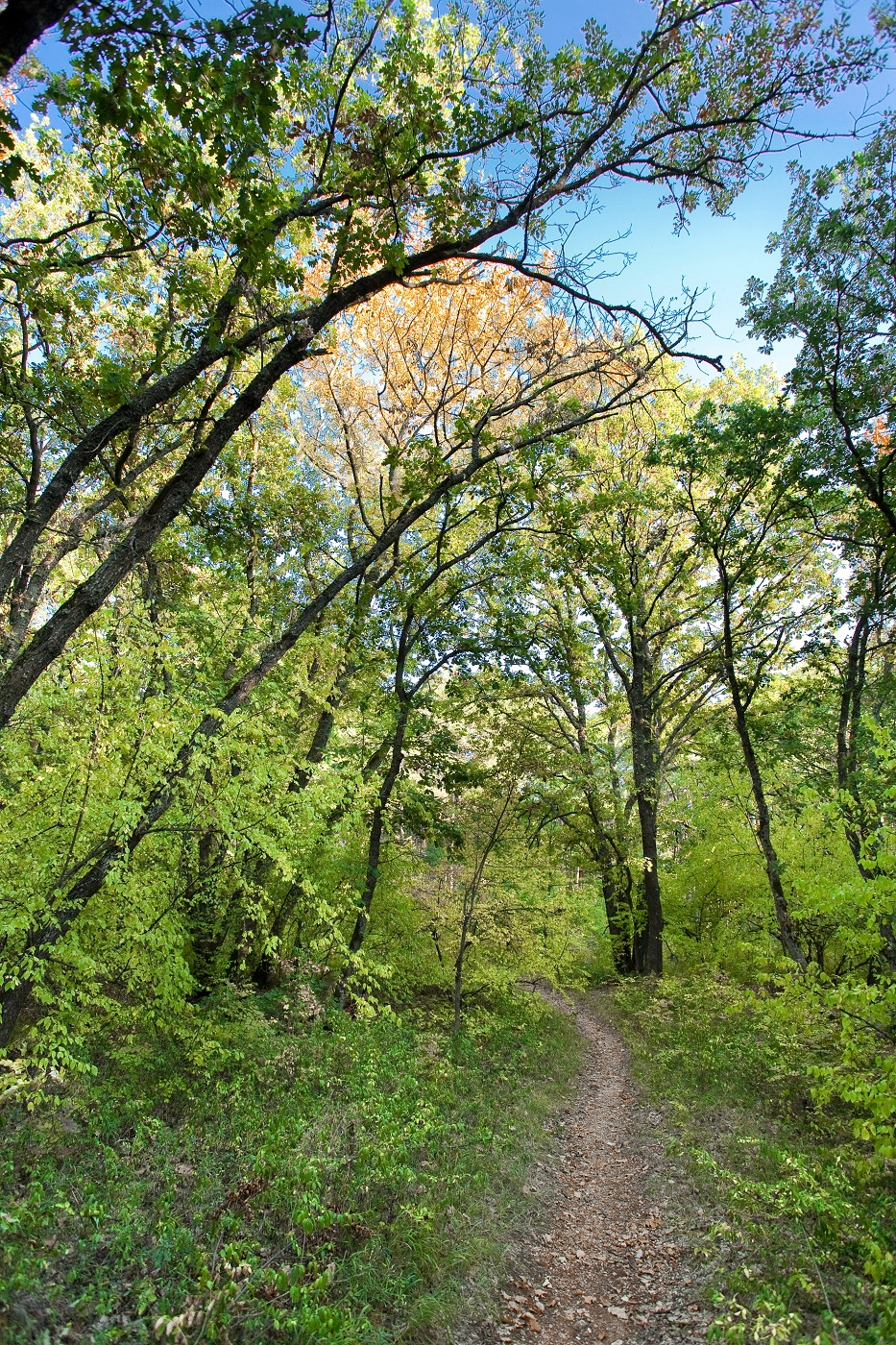
border
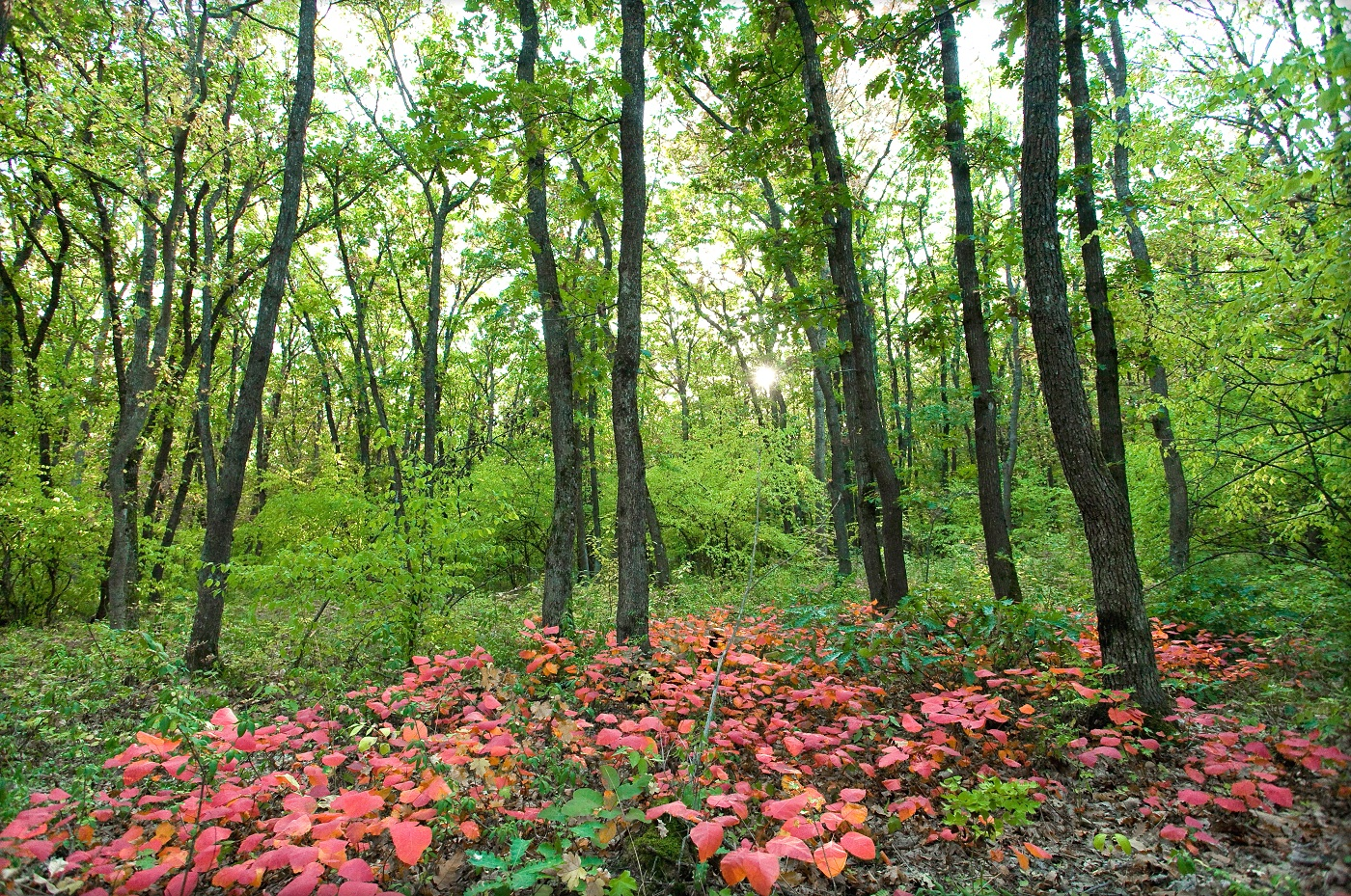
border
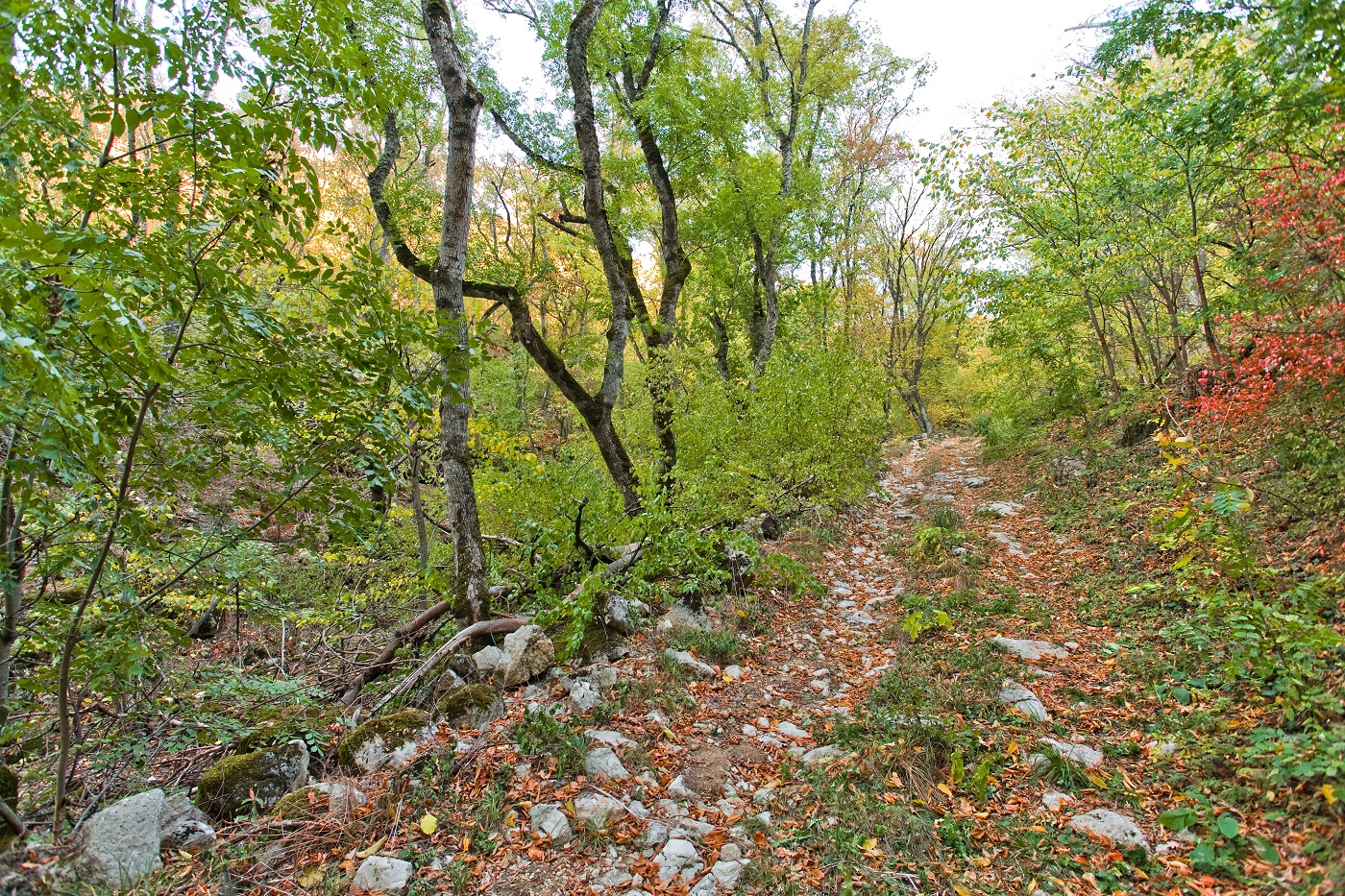
border